# Fantastic'Arts 1996
La troisième édition du festival Fantastic'Arts s'est déroulé du 31 janvier au 4 février 1996. 

## Palmarès
| Prix                                   | Attribué à                                                                         | Pays                           |
| -------------------------------------- | ---------------------------------------------------------------------------------- | ------------------------------ |
| Grand prix du festival                 | Le Jour de la bête (El Dia de la Bestia) d'Alex de la Iglesia                      | Espagne                        |
| Prix du jury                           | Témoin Muet (Mute Witness) d'Anthony Waller                                        | Allemagne, Royaume-Uni, Russie |
| Mention spéciale pour l'interprétation | Marina Zudina dans Témoin muet                                                     | États-Unis                     |
| Prix de la critique                    | Le Secret de Roan Inish (The Secret of Roan Inish) de John Sayles                  | États-Unis                     |
| Prix du public                         | Powder de Victor Salva                                                             |                                |
| Trophée Fun Radio                      | Nadja de Michael Almereyda                                                         | États-Unis                     |
| Grand prix du court métrage            | À l'arrache de Christophe Smith et Benoît Delépine                                 |                                |
| Mention spéciale du court métrage      | J'ai échoué de Philippe Donzelot                                                   |                                |
| Grand prix vidéo                       | X-Files : Aux frontières du réel - Le dossier secret de R.W. Goodwin et Rob Bowman | États-Unis                     |
| Grand prix du vidéo clip fantastique   | Earth Song de Michael Jackson                                                      |                                |
| Prix littéraire                        | Les Mécaniques des ombres de Benjamin Legrand                                      |                                |

## Films en compétition
- Le Jour de la bête (El día de la bestia) d'Álex de la Iglesia ( Espagne)
- Nadja de Michael Almereyda ( États-Unis)
- Powder de Victor Salva ( États-Unis)
- Le Secret de Roan Inish (The Secret of Roan Inish) de John Sayles ( États-Unis /  Irlande)
- Témoin muet (Mute Witness) d'Anthony Waller ( Russie /  Royaume-Uni /  Allemagne)
- Planète hurlante (Screamers) de Christian Duguay ( Canada /  États-Unis /  Japon)
- The Addiction de Abel Ferrara ( États-Unis)
- Haunted de Lewis Gilbert ( Royaume-Uni /  États-Unis)

## Courts métrages en compétition
- À l’arraché de Christophe Smith ( France)
- Force spéciale de Pierre Ferrière ( France)
- J’ai échoué de Philippe Donzelot ( France)
- Period de Philippe Billion ( France)
- Sensuelle solitude de Nils Tavernier ( France)
- Trois portraits sur une commode de Dominique Pochat ( France)
- Viktor de Laurent Mathieu ( France)
- Yeti de Philippe Brido ( France)

## Films hors compétition
- Darkly Noon, le jour du châtiment (The Passion of Darkly Noon) de Philip Ridley ( Royaume-Uni /  Allemagne /  Belgique)
- La tête du maure (Der kopf des mohren) de Paulus Manker ( Autriche)
- Strange Days de Kathryn Bigelow ( États-Unis)

### Hommage au cinéma fantastique japonais
- Le satellite mystérieux de Kôji Shima ( Japon)
- Rodan de Ishirô Honda ( Japon)
- Prisonnières des Martiens de Ishirô Honda ( Japon)
- Histoires de fantômes japonais de Nobuo Nakagawa ( Japon)
- Mothra contre Godzilla de Ishirô Honda ( Japon)
- Kwaidan de Masaki Kobayashi ( Japon)
- La guerre des monstres de Ishirô Honda ( Japon)
- Space Adventure Cobra : Le film de Osamu Dezaki ( Japon)
- Patlabor II de Mamoru Oshii ( Japon)
- Final Fantasy de Naoto Kanda et Rintaro ( Japon)

### Hommage à Rutger Hauer
- Blade Runner de Ridley Scott ( États-Unis /  Hong Kong)
- Ladyhawke, la femme de la nuit (Ladyhawk) de Richard Donner ( États-Unis /  Italie)
- Hitcher (The Hitcher) de Robert Harmon ( États-Unis)
- Que la chasse commence ! (Surviving the Game) de Ernest R. Dickerson ( États-Unis)

### Hommage à Larry Cohen
- Le monstre est vivant (It's Alive)
- Les monstres sont toujours vivants (It Lives Again)
- L’ambulance (The Ambulance)

### Rétrospective Futur immédiat
- Soleil Vert (Soylent Green) de Richard Fleischer ( États-Unis)
- Rollerball de Norman Jewison ( Royaume-Uni /  États-Unis)
- New York 1997 (Escape from New York) de John Carpenter ( Royaume-Uni /  États-Unis)
- Running Man de Paul Michael Glaser ( États-Unis)
- Futur immédiat, Los Angeles 1991 (Alien Nation) de Graham Baker ( États-Unis)
- Action mutante (Acción mutante) de Álex de la Iglesia ( Espagne /  France)

## Inédits vidéo
- X-Files : Aux frontières du réel - Le dossier secret (X-files - The unopened file) de R.W. Goodwin et Rob Bowman ( États-Unis)
- La nuit des hurlements (The haunting of Seacliff Inn) de Walter Klenhard ( États-Unis)
- L'androïde (The android affair) de Richard Kletter ( États-Unis)
- Fluke de Carlo Carlei ( États-Unis)
- Evolver de Mark Rosman ( États-Unis)
- Leprechaun à Las Vegas (Leprechaun 3) de Brian Trenchard-Smith ( États-Unis)

## Jury

### Jury longs métrages
Président du jury : Rutger Hauer
- Christine Boisson
- Pascal Bruckner
- Marc Caro
- Claude Chabrol
- Larry Cohen
- Peter Coyote
- Jacques Deray
- Carmen Maura
- Claude Rich
- Michele Soavi

### Jury courts métrages
Président du jury : Jan Kounen
- Fanny Bastien
- Ann-Gisel Glass
- Alexandra Kazan
- Féodor Atkine
- Patrick Bouchitey
- Nils Tavernier

### Jury inédit vidéo
Président du jury : Pierre Schoendoerfer
- Sagamore Stevenin
- Olivier Sitruk
- Yves Noël
- Jean Marc Thibault

### Jury clip vidéo
- Manu Dibango
- Fabien Remblier

### Jury littéraire
- Régine Deforges
- Françoise Xenakis
- Paul Guimard
- François Nourissier
- Didier Van Cauvelaert
- Jean-Jacques Pauvert
- Jacques Duquesne